# Gotu Jim
Gotu Jim is de artiestennaam van Jim Lageveen (Amsterdam, 22 juni 1997), een Nederlandse rapartiest. Een aantal van zijn bekendste nummers zijn Oranje Etiket, Chimi uit het Zuiden en Tweede Klas Shit.

## Biografie

### Afkomst en opleiding
Lageveen groeide op in het Amsterdamse Oud West als zoon van theatermakers Bodil de la Parra en Geert Lageveen. Zijn grootvader was filmmaker Pim de la Parra. Na zijn middelbareschooltijd aan Het 4e Gymnasium, studeerde hij Sociale Geografie aan de Universiteit van Amsterdam. Tijdens zijn doorbraak als rapartiest was hij nog bezig met zijn studie, maar in 2020 rondde hij deze af met een bachelorwerkstuk over creatieve broedplaatsen in Amsterdam.

### Carrière
Lageveen begon met het produceren van beats in samenwerking met vriend IJsbrand van Eerdenburg, die tot heden ten dage nummers voor hem produceert. Hun eerste track ontstond naar eigen zeggen als gevolg van een dronken avond. Van Eerdenburg verzocht Lageveen tijdens de desbetreffende nachtelijke escapade om zijn nieuwe auto-tuneapparaat uit te proberen. Uit de improvisatierap die volgde, ontstond het nummer Tweede Klas Shit, waarmee Lageveen in 2018 zijn doorbraak bij het grotere publiek meemaakte.
Tweede Klas Shit was zijn tweede single nadat hij eerder dat jaar het nummer Licht Uit uitbracht. Zijn debuutalbum kreeg de naam Tweede Klas en werd in 2018 gelanceerd door het label Burning Fik, dat in handen is van Abel van Gijlswijk en Pepijn Lanen. Van Gijlswijk ontdekte Lageveen op SoundCloud waarna hij contact zocht met de rapper. Met het tekenen van zijn contract bij het label, had Lageveen een primeur: hij was de eerste artiest die zich aansloot bij Burning Fik-records.
Naast Tweede Klas bracht Lageveen in 2019 het album Generation K uit.
In 2024 deed Lageveen mee aan het 23e seizoen van De Slimste Mens. Hij eindigde in de finaleweek als zevende.

### Artiestennaam
Gotu Jim betekent ‘Gouden Jim’ in het Sranantongo. De correcte spelling van ‘gouden’ is in feite ‘gowtu’. Lageveen heeft voor een afwijkende spelling gekozen om te voorkomen dat de term verkeerd zou worden uitgesproken. De inspiratie voor de naam kwam van een uit Suriname afkomstige nep-gouden ketting die de artiest van zijn moeder kreeg.

## Muziekstijl
De muziekstijl van Lageveen kenmerkt zich door het ruime gebruik van autotune. Veelvoorkomende thematiek in zijn werk betreft overmatig blowen, ketaminegebruik en vrouwen. Zijn muziek is in het bijzonder in trek bij leden van studentenverenigingen. In 2019 maakte de artiest dan ook een tour langs verschillende van dergelijke verenigingen in Nederland, waaronder Vindicat en Minerva.